# GG Duetto
Das GG Duetto war ein exklusives Motorradgespann des Schweizer Herstellers Grüter + Gut Motorradtechnik (GG) in Ballwil, das von 1994 bis 1999 gebaut wurde. Das GG Duetto galt als das exklusivste und hochwertigste Gespann seiner Zeit. Etwa 30 Fahrzeuge wurden gefertigt, von denen 14 nach Japan verkauft wurden.

## Technik
BMW lieferte den Motor, der auch die Motorräder der Baureihe BMW K 1100 LT antrieb. Der wassergekühlte Vierzylinder-Reihenmotor mit 1092 cm³ Hubraum leistete 100 PS (74 kW) bei 7500 min−1, das Drehmoment wurde mit 107 Nm bei 5500 min−1 angegeben.
Der Beiwagen war eine Eigenentwicklung von Grüter + Gut, ebenfalls die Radnabenlenkung mit hohlgegossenem Längslenker, die mit einem White-Power-Federbein abgefedert wurde. Ein zweiter Längslenker führt den Radträger, um den Nachlauf beim Einfedern konstant zu halten. Eine Verbundbremse für das Beiwagen- und Hinterrad sowie Scheibenbremse für das Vorderrad (mit Antiblockiersystem für Motorräder) sorgte für die Verzögerung. Die Reifen in der Größe 185/50 × 14 Zoll (vorne und Beiwagen) sowie 195/50 × 15 Zoll (Hinterrad) ergaben mit dem umgebauten Rahmen einen Radstand von 1650 mm, während das Gespann eine Spurweite von 1260 mm und einen Vorlauf von 395 mm erreichte. Das Leergewicht betrug 430 kg und das zulässige Gesamtgewicht 650 kg. Die Höchstgeschwindigkeit lag bei 180 km/h.